# Кызыл-Яр (Янаульский район)
Кызыл-Яр (баш. Ҡыҙылъяр) — деревня в Янаульском районе Башкортостана, относится к Месягутовскому сельсовету.

## Географическое положение
Расположена на реке Гарейка. Расстояние до:
- районного центра (Янаул): 45 км,
- центра сельсовета (Месягутово): 4 км,
- ближайшей ж/д станции (Янаул): 45 км.

## История
Основана во 2-й половине XVIII века башкирами Урман-Гарейской волости Казанской дороги на собственных землях.
В 1795 году в 23 дворах проживало 110 человек (54 мужчины и 56 женщин). В 1816 году — 37 дворов и 240 человек, а в 1834 году — 68 дворов и 404 человека.
В 1842 году на 404 человека засеяно 960 пудов озимого и 924 пуда ярового хлеба. Имелась водяная мельница.
X ревизия 1859 года взяла на учет 118 дворов и 689 человек.
В 1866 году Урман-Гарейская волость была упразднена, вместо нее образована Кызылъяровская волость с центром в этой деревне.
В 1870 году в деревне Кызыл-Яр 2-го стана Бирского уезда Уфимской губернии в 125 дворах — 731 человек (362 мужчины, 369 женщин), почти все показаны мещеряками (и 26 татар). Имелись мечеть, училище, волостное правление, 3 водяные мельницы и 36 лавок; проводились базары по четвергам.
В 1896 году в деревне Кызыл-Яр (Краснояр) Кызылъяровской волости VII стана Бирского уезда — 144 двора, 761 житель (419 мужчин, 342 женщины). Имелись мечеть, аптечка, волостное правление, хлебозапасные магазины и торговые лавки, две кузницы, три амбара, 6 базарных и винная лавки, чайная, по-прежнему проводились базары по четвергам.
По данным переписи 1897 года в деревне проживал 801 житель (431 мужчина и 370 женщин), из них 674 были магометанами и 109 — православными.
В 1906 году — 682 человека, имелись мечеть (построенная в 1890 году), 2 кузницы, 3 водяные мельницы, винная и 5 бакалейных лавок, хлебозапасный магазин.
В 1920 году по официальным данным в деревне было 174 двора и 946 жителей (479 мужчин, 467 женщины), по данным подворного подсчета — 937 жителей (774 башкира, 117 русских, 30 татар и 16 мишарей) в 184 хозяйствах.
В 1926 году деревня относилась к Кызылъяровской волости Бирского кантона Башкирской АССР.
В 1930 году волость была упразднена (после пожара 1920 года некоторое время центр находился в селе Ямады). В том же году образован колхоз «Второй Ирек».
В 1939 году население деревни составляло 439 жителей, в 1959 году — 358.
В 1982 году население — около 280 человек.
В 1989 году — 215 человек (95 мужчин, 120 женщин).
В 2002 году — 183 человека (82 мужчины, 101 женщина), башкиры (96 %).
В 2010 году — 121 человек (54 мужчины, 67 женщин).
Имеется сельский клуб.

## Население
| 2002 | 2009 | 2010 |
| ---- | ---- | ---- |
| 183  | ↘175 | ↘121 |

## Известные уроженцы
- Имамутдинов, Магсум Имамутдинович, сапёр 76-го отдельного штурмового инженерно-сапёрного батальона, рядовой, Герой Советского Союза.